# Relations entre la Pologne et la Yougoslavie
Les relations entre la Pologne et la Yougoslavie étaient des relations bilatérales ayant historiquement existé entre la Pologne (à la fois la Deuxième République polonaise de 1918 à 1939 et la République populaire de Pologne de 1947 à 1989) et la Yougoslavie, aujourd'hui disparue (Royaume de Yougoslavie de 1918 à 1941 et République fédérative socialiste de Yougoslavie de 1945 à 1992).

## Histoire

### Entre-deux-guerres et Seconde Guerre mondiale

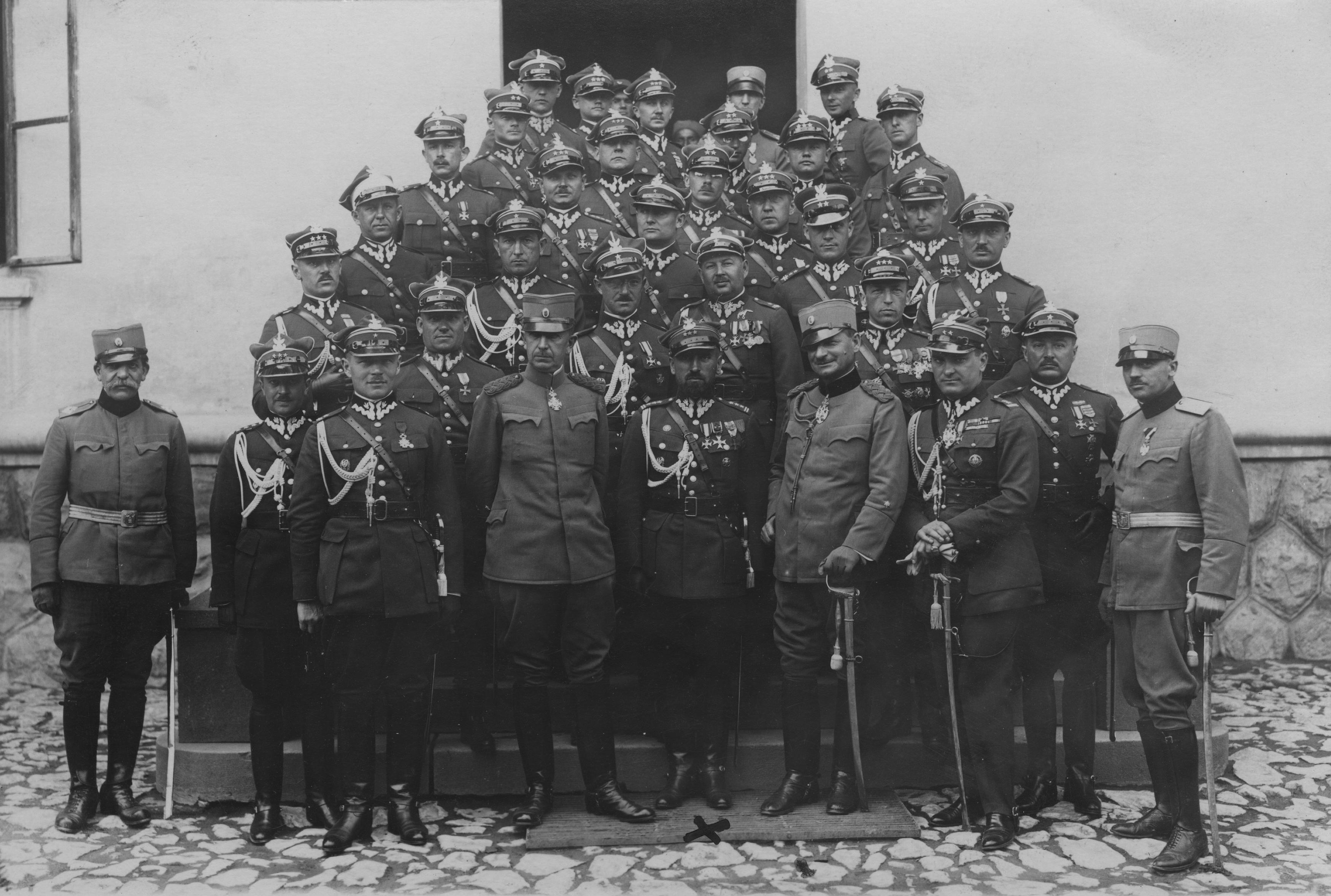
Officiers militaires polonais et yougoslaves en 1928.

Les deux pays établissent des relations dans l'entre-deux-guerres ; il s'agit de deux nouveaux États sur la scène internationale, la Pologne ayant recouvré son indépendance pour la première fois après depuis 1795, tandis que la Yougoslavie a été créée après l'unification du Royaume de Serbie avec l'État des Slovènes, Croates et Serbes et le Royaume du Monténégro.
Lors de l'invasion germano-soviétique de la Pologne, qui déclenche la Seconde Guerre mondiale en 1939, la Yougoslavie déclare sa neutralité, même si elle permet aux Polonais de traverser son territoire pour fuir vers la Hongrie et la Roumanie. Les citoyens et la Croix-Rouge yougoslaves aident aussi les réfugiés polonais. Finalement, la Yougoslavie, craignant l'Allemagne, devient réticente au passage des Polonais via son territoire, provoquant le détournement de la route d'évacuation vers la Bulgarie. En 1941, la Yougoslavie est également envahie par l'Allemagne. Pendant la guerre, les deux pays ont subi de lourdes pertes et ont développé le mouvement de résistance polonais et le mouvement des partisans yougoslaves.
Après la guerre, plus de 15 000 Polonais ont été rapatriés de Yougoslavie en Pologne.

### Période après-guerre

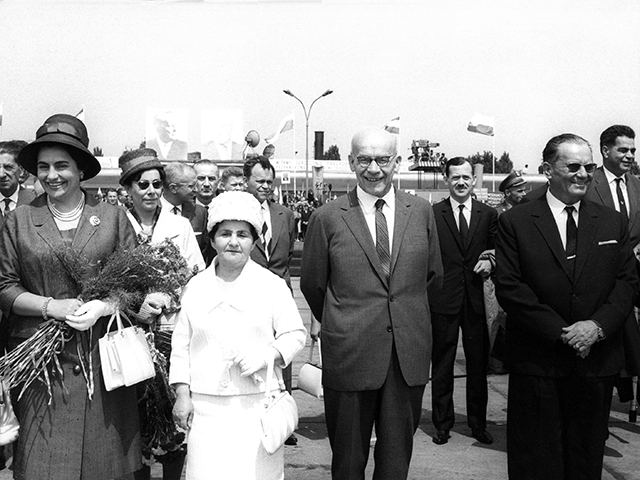
Le président Tito à Varsovie (1964).

Après la fin de la guerre et jusqu'en 1948, les deux pays se trouvent dans la sphère d'influence soviétique. En 1946, ils signent un Accord d'amitié et d'assistance mutuelle. Cependant, alors que le Parti des travailleurs polonais a eu besoin de quelques années et du soutien soviétique pour prendre le pouvoir dans le pays, le Parti communiste de Yougoslavie a pu établir son contrôle sur le pays dès 1945 sans aucun soutien soviétique significatif — cela a conduit les nouvelles autorités yougoslaves à espérer le statut d’allié plutôt que d’État satellite au sein du bloc de l’Est. 
La situation s'aggrave à la suite de la rupture Tito-Staline de 1948, après laquelle les relations de la Yougoslavie avec tous les pays du bloc de l'Est, y compris la Pologne, ont été soit suspendues, soit considérablement compliquées. La situation s'est améliorée après la déclaration de Belgrade en 1955, mais à ce stade, la Yougoslavie était sur la voie du développement de sa propre politique étrangère, non alignée. 
Les relations avec la Pologne se sont finalement normalisées et un nombre important de touristes polonais passent leurs vacances d'été sur la côte adriatique, principalement en République socialiste de Croatie. Une coopération culturelle formelle a été relancée sur la base de l'accord signé à Belgrade le 6 juillet 1956. Les relations sont cependant à nouveau rompues pour un certain temps lors de l'invasion de la Tchécoslovaquie par le Pacte de Varsovie en 1968, les deux pays se trouvant alors de nouveau dans des camps opposés dans le conflit.
En 1989, la révolution pacifique a lieu en Pologne et la Troisième République polonaise remplace la république populaire ; tandis que la Yougoslavie s'enfonce dans les guerres civiles des années 1990.
La Pologne avait une ambassade à Belgrade. La Yougoslavie avait une ambassade à Varsovie.